# 家長昭博
家長 昭博（いえなが あきひろ、1986年6月13日 - ）は、京都府長岡京市出身のプロサッカー選手。Jリーグ・川崎フロンターレ所属。ポジションはミッドフィールダー、フォワード。元日本代表。
Kリーグ時代の登録名はアキ（ハングル: 아키）。
2018年のJリーグ最優秀選手賞受賞者。

## クラブ経歴

### プロ入り前
長岡京市立第五小学校、長岡京市立第四中学校を卒業、地元長岡京市の長岡京サッカースポーツ少年団からガンバ大阪ジュニアユースに入団。ガンバ大阪ユースチームではエースとして活躍し、高校2年時にトップ昇格、高校3年時には完全にユースを卒業し、2004年7月にガンバ大阪とプロ契約を結ぶ。同年6月26日のアルビレックス新潟戦でJリーグ史上初となる2種登録選手によるデビュー戦初得点を挙げた。

### ガンバ大阪
当時イビチャ・オシムが指揮を執ったA代表に選出されたが、好不調の波が激しく G大阪では遠藤保仁や二川孝広らの牙城を崩せずなかなか定位置を掴めずにいた。

### 大分トリニータ
2008年に出場機会を求めて大分トリニータへ期限付き移籍したが、2月の実戦形式の練習中に、右膝前十字靭帯損傷により全治6ヶ月の重傷を負った。大分でのリーグ戦初出場は9月27日・第27節横浜FM戦となった。同年12月、入団テストを兼ねてイングランド・フットボールリーグ・チャンピオンシップ（2部リーグ）のプリマス・アーガイルFCの練習に約2週間参加。クラブ首脳陣から高い評価を受け獲得を検討されたが、翌2009年1月に労働許可証取得の申請が却下され、プリマスへの移籍は消滅 した為、大分への期限付き移籍期間を1年間延長した。
怪我が癒えた2009年シーズンも序盤はサブメンバーであったが、相次ぐ主力の怪我によりスタメンでの試合出場機会が多くなった。ランコ・ポポヴィッチの監督就任以降は、それまでのレギュラーであった鈴木慎吾に代わり左WBとして、その後高橋大輔が左WBとなると、ボランチとしてレギュラー起用された。

### セレッソ大阪
2010年1月8日、セレッソ大阪へ期限付き移籍した。レヴィー・クルピ監督の下、シーズン序盤はサブだったが、システムが4-2-3-1に変更されるとレギュラーとして起用された。清武弘嗣、乾貴士と3シャドーを形成し、1トップのアドリアーノらと香川真司移籍の穴を埋めてチームの好調を維持した。香川が夏に移籍したため期間は短かったが、同時起用されたこともあった。乾、清武、香川らの高い個人技に裏付けられた攻撃的なサッカーで、自身の突破力と展開力をうまく引き出し、中心選手として活躍した。自身最多となるリーグ31試合4得点10アシスト で、C大阪のACL出場権獲得に貢献した。また、自身初のJリーグ優秀選手賞を受賞した。

### マジョルカ（スペイン）
2010年12月16日、リーガ・エスパニョーラのRCDマジョルカへ完全移籍。2015年までの複数年契約を締結した。マジョルカとの契約解除に必要な違約金として、当時のレートで1800万ユーロ（約20億円）に設定された。マジョルカ入団から1カ月ほどは、ヨーロッパ外国籍の選手保有制限により登録されなかった。冬季移籍期間中に放出したブラジル人DFラチーニョに代わり、2011年2月1日に登録名「AKI」で登録。2月5日、第22節CAオサスナ戦でトップ下で出場しリーガエスパニョーラデビュー。3月13日、レバンテUD戦でトップ下として移籍後初先発を果たした。4月9日のセビージャFC戦では、リーガ初得点を決めた。4月24日のヘタフェ戦では移籍後2得点目となるヘディングシュートを決めた。6月のキリンカップでは、G大阪時代の2007年以来、約4年ぶりの代表復帰を果たした。しかし、2011-12シーズンはホアキン・カパロス監督の構想外となる。前半戦のリーガ・エスパニョーラでの出場は僅か4試合に留まった。

### 蔚山現代（韓国）
2012年2月、出場機会を求めKリーグ・蔚山現代FCへ1年間の期限付き移籍。登録名は引き続き「아키」（アキ）となった。背番号は28。蔚山ではリーグ戦12試合に出場し、1ゴールを記録した。

### ガンバ大阪復帰
2012年7月30日、古巣のG大阪へ期限付き移籍。加入当初は、途中出場がほとんどであったが、シーズン終盤はスタメン起用され途中加入ながらG大阪在籍シーズンでは最多の得点を記録した。しかしチームは成績不振で史上初のJ2降格となってしまった。
2013年、複数のJ1クラブからオファーが届いたがG大阪と契約を延長した。2013年6月、期限付き移籍満了により退団した。

### マジョルカ復帰
2013年7月に約1年半ぶりにマジョルカに復帰し、2013-14シーズンはリーグ戦7試合に出場した。

### 大宮アルディージャ
2014年1月、大宮アルディージャへ完全移籍。ボランチとしてプレーし、J1序盤戦はゴールを量産し、第3節川崎戦で挙げた加入後初のゴールはJ1通算17500ゴールとなった。シーズン中盤以降はゲームキャプテンを任されるなど移籍1年目にして存在感を見せたが、それと反比例するようにチームは降格圏に低迷し、J2リーグへ降格することとなった。シーズン終了後にヴィッセル神戸や古巣のG大阪などが獲得に動いたが、大宮と契約を延長した。
2015年は2年ぶりにJ2の舞台で戦うこととなった。この年からポジションをMFからCFへ変更したことで役割が減り、得点力を始めとした自身の持ち味に役割を特化させたことで才能を大幅に向上させていき、この年はチーム2位の11得点を挙げた。第29節のアウェイ愛媛戦においてスポンサー看板を蹴ったことで2試合の出場停止を受けたこともあったが、同年の6月と7月にはJリーグ月間MVPを史上初めて2カ月連続で獲得している。勝利で自力優勝が決まるホーム最終戦の第41節大分戦では、スコア2-2の状況から家長自身のPKにより逆転し、クラブ初となるJ2優勝および1年でのJ1復帰に貢献した。
2016年も大宮に残留し、大宮は堅守速攻のスタイルへと転換した。シーズン中盤は怪我を発症するが11得点を記録。J1で2桁得点を記録した大宮初の日本人選手となり、堅守やカウンターアタックの成果もあって大宮はクラブ史上初の年間5位を記録し、チームを押し上げる原動力となった。

### 川崎フロンターレ
大宮で絶対的な居場所を築いた家長であったが、30歳を迎えて「再び挑戦したい」という思いから 2017年、川崎フロンターレに完全移籍で加入。シーズン開始前の怪我で出遅れたものの、徐々にチームにフィット。7月12日、天皇杯3回戦のザスパクサツ群馬戦でヘディングによる移籍後初得点を決めた。8月13日、第22節の鹿島アントラーズ戦でリーグ戦初得点を決めた。最終節、第34節・大宮アルディージャ戦では、小林悠の3得点のうち2得点をアシストし、勝利に貢献、最終節での逆転J1優勝、川崎のJ1初優勝に貢献した。オフには古巣のG大阪から獲得オファーを受けるも最終的には川崎への残留を決断した。
2018年はシーズンを通じて力を発揮し、出場時間は攻撃陣最多の2745分間（32試合）を記録。6得点7アシスト、6得点の内半数は最終盤の第30節から第32節の3戦連続で得点した。中村憲剛からは「苦しい時、突破口を切り開くのはアキの左足」と語られるなど川崎のリーグ2連覇に大きく貢献し、最優秀選手賞（MVP）及びベストイレブンを受賞した。
2019年も活躍を期待されたが、JリーグMVPの重圧からか本来の活躍が出来ず、前年より出場時間を減らし、リーグ戦得点もJリーグでは2008年以来11年ぶりに無得点に終わった。
2020年、4-3-3の右ウイングのポジションを確立すると、プレーに輝きを取り戻した。11月25日、リーグ第29節の古巣ガンバ大阪戦でハットトリックを達成し、チームを2年ぶり3度目のJ1優勝に導いた。最終節の柏レイソル戦でも2ゴールを挙げ、リーグ戦での年間ゴール数を11とし、これまでの自身最多ゴール記録に並んだ。
2022年、自己最高記録のリーグ戦12得点を記録した。

## 人物
- 大宮アルディージャ移籍後に当時の監督 渋谷洋樹の下、ポジションをMFからFWに変えることによって得点力を始めとした自身の持ち味に役割を特化させ、才能を開花させた。2015年の大宮のJ1昇格の原動力となり、2016年には2桁得点を記録し、大宮がクラブ最高記録の5位となる原動力となり、後の川崎での活躍に繋がる名声を挙げた。大宮移籍以前には日本代表招集経験があったが、大宮移籍後ほどの活躍は見られず、海外移籍後の2011年以降も主だった活躍は見られなかった。大宮に移籍した2014年は不調に陥っており、この年に大宮はJ2へ降格したが、ブログにて「うまくいかない…いい結果がでない…しっかり受け止めてます。ネガティブにならず ポジティブに今を打開していきたいと思います。個人としても改めて力の無さを感じてます…が、自分が成長するチャンスだと思って改善 向上していきます」とコメントし、ポジティブに逆境を原動力としている[37]。
- 大宮時代はユースからトップチームへ昇格したばかりの黒川淳史のことを特に気にかけており、経験談などを伝えていた[38]。
- 力まず脱力したプレースタイルが特徴的であり滅多に感情を露わにしない。FWとゲームメーカーを兼任してプレーすることが多く、高速ドリブル・強靭なフィジカル・相手選手を回避する身軽さと機敏性・ハイクオリティの技術による軽いタッチのシュートなどが持ち味。強靭なフィジカルを持つがハードな筋力トレーニングなどは行なっておらず、実践を想定したトレーニングを行なっている[39]。行う事を減らして重要な事に特化することによって自分の持ち味のキレを出している[40]。
- 試合中に心がけていることは平常心[41]。
- 韓国での生活については「初めは韓国の方が、どういうふうに日本人のこと見てくれるのかっていうのは少しは気にはしていたんです。でもいざ、そこに入ってみるとみんなが優しくて、本当に自分のことをチームメイトとして大事にしてくれた。韓国の選手はフィジカルが強く、相手に対してとても激しく当たったり、試合の中で熱くなりすぎる場面もよくありますよね。でも、あれって、チームメイトや家族を守ろうって意識がすごく強い人が多いからなんです。彼らにとって、チームメイトは家族と同じくらい大事な存在なんです」と話した[42]。
- 好物はバナナで試合前後にエネルギー源として必ず摂る。その他の好物は生姜焼き・唐揚げ・パスタ・焼肉。好き嫌いなく何でも食べるが大食いではなく食事量は多くない[43][44]。
- ガンバ大阪ユースの出身でユースチーム在籍中にトップ昇格を果たしている。ユース在籍中の昇格は稲本潤一と新井場徹に次いでクラブ史上3人目。
- 本田圭佑と東口順昭とはG大阪ジュニアユース時代の同期。本田とは小学校時代に対戦し、一緒にプレーしたいと思ったことがG大阪ジュニアユース入りを選んだ理由と話している。2人は共に攻撃的なポジションの選手であり、生年月日と利き足が同じである。1年後輩に当たる安田理大のブログによると、G大阪ジュニアユース時代の家長と本田はよく喧嘩をしていたとされている[45]。2018年のJリーグアウォーズでは最優秀選手賞の受賞セレモニーの際にサプライズで本田からのビデオメッセージが公開された[46]。
- 家族構成は雑誌専属モデルの妻・長男・次男・長女[47]・猫のジェンバ・ジェンバ[48]。

## 所属クラブ
- 1993年 - 1998年 長岡京サッカースポーツ少年団（長岡京市立長岡第五小学校）
- 1999年 - 2001年 ガンバ大阪ジュニアユース（長岡京市立長岡第四中学校）
- 2002年 - 2004年 ガンバ大阪ユース（金光大阪高等学校→向陽台高等学校）
- 2004年 - 2010年  ガンバ大阪
  - 2008年 - 2009年  大分トリニータ（期限付き移籍）
  - 2010年  セレッソ大阪（期限付き移籍）
- 2011年 - 2014年1月  RCDマジョルカ
  - 2012年2月 - 同年7月  蔚山現代FC（期限付き移籍）
  - 2012年7月 - 2013年6月  ガンバ大阪（期限付き移籍）
- 2014年 - 2016年  大宮アルディージャ
- 2017年 -  川崎フロンターレ

## 個人成績
| 国内大会個人成績 | 国内大会個人成績 | 国内大会個人成績 | 国内大会個人成績 | 国内大会個人成績 | 国内大会個人成績 | 国内大会個人成績 | 国内大会個人成績 | 国内大会個人成績 | 国内大会個人成績 | 国内大会個人成績 | 国内大会個人成績 |
| 年度             | クラブ           | 背番号           | リーグ           | リーグ戦         | リーグ戦         | リーグ杯         | リーグ杯         | オープン杯       | オープン杯       | 期間通算         | 期間通算         |
| 年度             | クラブ           | 背番号           | リーグ           | 出場             | 得点             | 出場             | 得点             | 出場             | 得点             | 出場             | 得点             |
| 日本             | 日本             | 日本             | 日本             | リーグ戦         | リーグ戦         | リーグ杯         | リーグ杯         | 天皇杯           | 天皇杯           | 期間通算         | 期間通算         |
| ---------------- | ---------------- | ---------------- | ---------------- | ---------------- | ---------------- | ---------------- | ---------------- | ---------------- | ---------------- | ---------------- | ---------------- |
| 2004             | G大阪            | 28               | J1               | 8                | 1                | 3                | 0                | 2                | 0                | 13               | 1                |
| 2005             | G大阪            | 14               | J1               | 24               | 0                | 5                | 1                | 3                | 0                | 32               | 1                |
| 2006             | G大阪            | 14               | J1               | 28               | 2                | 2                | 0                | 4                | 2                | 34               | 4                |
| 2007             | G大阪            | 8                | J1               | 27               | 2                | 7                | 1                | 3                | 0                | 37               | 3                |
| 2008             | 大分             | 14               | J1               | 4                | 0                | 0                | 0                | 1                | 0                | 5                | 0                |
| 2009             | 大分             | 14               | J1               | 26               | 1                | 6                | 2                | 1                | 0                | 33               | 3                |
| 2010             | C大阪            | 14               | J1               | 31               | 4                | 6                | 0                | 3                | 0                | 40               | 4                |
| スペイン         | スペイン         | スペイン         | スペイン         | リーグ戦         | リーグ戦         | 国王杯           | 国王杯           | オープン杯       | オープン杯       | 期間通算         | 期間通算         |
| 2010-11          | マジョルカ       | 14               | プリメーラ       | 14               | 2                | -                | -                | -                | -                | 14               | 2                |
| 2011-12          | マジョルカ       | 14               | プリメーラ       | 4                | 0                | 1                | 0                | -                | -                | 5                | 0                |
| 韓国             | 韓国             | 韓国             | 韓国             | リーグ戦         | リーグ戦         | リーグ杯         | リーグ杯         | FA杯             | FA杯             | 期間通算         | 期間通算         |
| 2012             | 蔚山現代         | 28               | Kリーグ          | 12               | 1                | -                | -                | 2                | 0                | 14               | 1                |
| 日本             | 日本             | 日本             | 日本             | リーグ戦         | リーグ戦         | リーグ杯         | リーグ杯         | 天皇杯           | 天皇杯           | 期間通算         | 期間通算         |
| 2012             | G大阪            | 41               | J1               | 12               | 5                | 1                | 0                | 6                | 1                | 19               | 6                |
| 2013             | G大阪            | 41               | J2               | 17               | 1                | -                | -                | -                | -                | 17               | 1                |
| スペイン         | スペイン         | スペイン         | スペイン         | リーグ戦         | リーグ戦         | 国王杯           | 国王杯           | オープン杯       | オープン杯       | 期間通算         | 期間通算         |
| 2013-14          | マジョルカ       | 22               | セグンダ         | 7                | 0                | 1                | 0                | -                | -                | 8                | 0                |
| 日本             | 日本             | 日本             | 日本             | リーグ戦         | リーグ戦         | リーグ杯         | リーグ杯         | 天皇杯           | 天皇杯           | 期間通算         | 期間通算         |
| 2014             | 大宮             | 41               | J1               | 33               | 6                | 5                | 0                | 3                | 0                | 41               | 6                |
| 2015             | 大宮             | 41               | J2               | 33               | 11               | -                | -                | 3                | 0                | 36               | 11               |
| 2016             | 大宮             | 41               | J1               | 26               | 11               | 2                | 1                | 3                | 1                | 31               | 13               |
| 2017             | 川崎             | 41               | J1               | 21               | 2                | 5                | 2                | 3                | 1                | 29               | 5                |
| 2018             | 川崎             | 41               | J1               | 32               | 6                | 1                | 0                | 3                | 1                | 36               | 7                |
| 2019             | 川崎             | 41               | J1               | 26               | 0                | 5                | 0                | 1                | 1                | 32               | 1                |
| 2020             | 川崎             | 41               | J1               | 29               | 11               | 3                | 1                | 2                | 0                | 34               | 12               |
| 2021             | 川崎             | 41               | J1               | 37               | 8                | 2                | 1                | 5                | 1                | 44               | 10               |
| 2022             | 川崎             | 41               | J1               | 34               | 12               | 2                | 0                | 2                | 0                | 38               | 12               |
| 2023             | 川崎             | 41               | J1               | 33               | 2                | 4                | 0                | 4                | 0                | 41               | 2                |
| 2024             | 川崎             | 41               | J1               | 36               | 7                | 4                | 0                | 2                | 0                | 42               | 7                |
| 2025             | 川崎             | 41               | J1               |                  |                  |                  |                  |                  |                  |                  |                  |
| 通算             | 日本             | 日本             | J1               | 467              | 80               | 63               | 9                | 51               | 8                | 581              | 97               |
| 通算             | 日本             | 日本             | J2               | 50               | 12               | -                | -                | 3                | 0                | 53               | 12               |
| 通算             | スペイン         | スペイン         | プリメーラ       | 18               | 2                | 1                | 0                | -                | -                | 19               | 2                |
| 通算             | スペイン         | スペイン         | セグンダ         | 7                | 0                | 1                | 0                | -                | -                | 8                | 0                |
| 通算             | 韓国             | 韓国             | Kリーグ          | 12               | 1                | -                | -                | 2                | 0                | 14               | 1                |
| 総通算           | 総通算           | 総通算           | 総通算           | 554              | 95               | 65               | 9                | 56               | 7                | 675              | 112              |

その他の公式戦
- 2006年
  - XEROX SUPER CUP 1試合0得点
- 2018年
  - XEROX SUPER CUP 1試合0得点

| 国際大会個人成績 | 国際大会個人成績 | 国際大会個人成績 | 国際大会個人成績 | 国際大会個人成績 |
| 年度             | クラブ           | 背番号           | 出場             | 得点             |
| AFC              | AFC              | AFC              | ACL              | ACL              |
| ---------------- | ---------------- | ---------------- | ---------------- | ---------------- |
| 2006             | G大阪            | 14               | 6                | 1                |
| 2012             | 蔚山現代         | 28               | 5                | 0                |
| 2017             | 川崎             | 41               | 6                | 0                |
| 2018             | 川崎             | 41               | 4                | 0                |
| 2019             | 川崎             | 41               | 4                | 0                |
| 2021             | 川崎             | 41               | 6                | 0                |
| 2022             | 川崎             | 41               | 4                | 0                |
| 2023-24          | 川崎             | 41               | 7                | 2                |
| 通算             | AFC              | AFC              | 42               | 3                |

その他の国際公式戦
- 2006年
  - A3チャンピオンズカップ 2試合0得点
- 2009年
  - パンパシフィックチャンピオンシップ 2試合0得点
  - スルガ銀行チャンピオンシップ 1試合0得点

出場歴
- Jリーグ初出場・初得点 - 2004年6月26日 J1.1st第15節 vsアルビレックス新潟（新潟スタジアム）
- リーガ・エスパニョーラ初出場 - 2011年2月5日 プリメーラ第22節 vsCAオサスナ（レイノ・デ・ナバーラ）
- リーガ・エスパニョーラ初得点 - 2011年4月9日 プリメーラ第31節 vsセビージャFC（オノ・エスタディ）
- プロ初ハットトリック - 2020年11月25日 J1第29節 vsガンバ大阪（等々力陸上競技場）

## 代表歴
- 国際Aマッチ初出場 - 2007年3月24日 キリンチャレンジカップ2007 vsペルー代表（横浜国際総合競技場）

### 出場大会
- U-20日本代表
  - 2005年 FIFAワールドユース
- U-22日本代表
  - 2007年 北京オリンピックアジア予選
- 日本代表

### 試合数
- 国際Aマッチ 3試合 0得点（2007年 - 2011年）

| 日本代表 | 国際Aマッチ | 国際Aマッチ |
| 年       | 出場        | 得点        |
| -------- | ----------- | ----------- |
| 2007     | 1           | 0           |
| 2011     | 2           | 0           |
| 通算     | 3           | 0           |

### 出場
| No. | 開催日        | 開催都市 | スタジアム     | 対戦国 | 結果 | 監督                     | 大会                       |
| --- | ------------- | -------- | -------------- | ------ | ---- | ------------------------ | -------------------------- |
| 1.  | 2007年3月24日 | 横浜     | 日産スタジアム | ペルー | ○2-0 | イビチャ・オシム         | キリンチャレンジカップ2007 |
| 2.  | 2011年6月7日  | 横浜     | 日産スタジアム | チェコ | △0-0 | アルベルト・ザッケローニ | キリンカップサッカー2011   |
| 3.  | 2011年8月10日 | 札幌     | 札幌ドーム     | 韓国   | ○3-0 | アルベルト・ザッケローニ | キリンチャレンジカップ2011 |

## タイトル

### クラブ
ガンバ大阪ユース
- Jユースカップ：1回（2002年）

ガンバ大阪
- J1リーグ：1回（2005年）
- Jリーグカップ：1回（2007年）
- スーパーカップ：1回（2007年）

大分トリニータ
- Jリーグカップ：1回（2008年）

大宮アルディージャ
- J2リーグ：1回（2015年）

川崎フロンターレ
- J1リーグ：4回（2017年、2018年 、2020年、2021年）
- スーパーカップ：3回（2019年、2021年、2024年）
- Jリーグカップ：1回（2019年）
- 天皇杯 JFA 全日本サッカー選手権大会：2回（2020年、2023年）

### 代表
日本代表
- キリンカップサッカー：1回（2011年）

### 個人
- Jリーグ・最優秀選手賞：1回（2018年）
- Jリーグベストイレブン：4回（2018年、2020年、2021年、2022年）
- Jリーグ・優秀選手賞：7回（2010年、2016年、2018年、2019年、2020年、2021年、2022年）
- J1・月間MVP：2回（2020年2・7月、2022年8月）
- J2・月間MVP：2回（2015年6月、2015年7月）
- メニコンカップ（クラブユース東西対抗戦） 最優秀選手（2001年）
- JPFAアワード（J1）・ベストイレブン：1回（2022年）

## 出演

### CM
- TBC 「メンズエステティック MEN'S TBC」
  - 『FOR BEAUTIFUL GOAL』篇 (2007年) - 本田圭佑、カレン・ロバート、青山直晃との共演